# Yigoga alexandrae
Yigoga alexandrae är en fjärilsart som beskrevs av Koutsaftikis 1973. Yigoga alexandrae ingår i släktet Yigoga och familjen nattflyn. Inga underarter finns listade i Catalogue of Life.